# Roland Kun
Roland Kun (* 6. Mai 1970) ist ein ehemaliger nauruischer Politiker und war von 2003 bis 2014 Mitglied des nauruischen Parlaments. Er ist der Sohn des früheren Präsidenten Ruben Kun und Cousin des früheren Justizministers Russell Kun. Nach Auseinandersetzungen mit der nauruischen Regierung beantragte er die neuseeländische Staatsbürgerschaft und lebt seit 2016 dauerhaft in Neuseeland.

## Werdegang
Nach der schulischen Ausbildung in Nauru schloss Kun sein Rechtsstudium an der James Cook University in Townsville ab. 2003 wurde er für den Wahlkreis Buada ins Nauruische Parlament gewählt und war ab 2004 Justizminister des Landes. Zudem war er Hotelmanager des Menen Hotels in Meneng und hielt zuvor administrative Ämter in der nauruischen Sektion der University of the South Pacific sowie bei Air Nauru und bei der Fischerei-Behörde.
Am 10. November 2007 trat er zusammen mit Gesundheitsminister Kieren Keke und Industrieminister Frederick Pitcher nach einem Zerwürfnis mit Außenminister David Adeang zurück. Als am 19. Dezember 2007 Präsident Scotty von Marcus Stephen per Misstrauensvotum verdrängt wurde, ernannte ihn Stephen zum Justiz- und Erziehungsminister.
Bei der Wahl am 8. Juni 2013 wurde Kun mit den meisten Stimmen in seinem Wahlkreis erneut ins Parlament gewählt. Im Mai 2014 wurde er jedoch zusammen mit zwei weiteren Parlamentsmitgliedern suspendiert, da sie sich in den Medien kritisch über die Regierung des Präsidenten Baron Waqa geäußert hatten. Er bestritt daraufhin die Rechtmäßigkeit der Suspendierung.
Nach seiner Suspendierung lebte Kun mit seiner Frau und drei Kindern in Wellington, Neuseeland, da das Visum seiner aus Australien stammenden Frau von Nauru widerrufen worden war. Im Juni 2015 spitzte sich die politische Situation in Nauru zu, es kam zu Protesten, weil Korruptionsvorwürfe gegen die Regierung aufgekommen waren. Drei der insgesamt fünf suspendierten Parlamentarier wurden vorübergehend verhaftet. Kun äußerte sich in einem Interview der ABC kritisch über die abnehmende Redefreiheit in Nauru. Eine Woche später wurde sein Pass für ungültig erklärt und seine Ausreise nach Neuseeland verhindert. Ihm wurde vorgeworfen, an einem Aufruhr vor dem Parlamentsgebäude teilgenommen zu haben, was Kun abstritt. Im September 2015 kündigte die Regierung Ermittlungen gegen ihn an wegen Totschlags bei einem Autounfall 1991. Es kam jedoch zu keiner Anklage.
Im Dezember 2015 beantragte Kun die neuseeländische Staatsbürgerschaft, die Peter Dunne ihm schließlich aus humanitären Gründen zuerkannte. Bei der Wahl des 22. nauruischen Parlaments im Juli 2016 trat Kun nicht mehr an. Stattdessen verließ er am Tag darauf mit einem neuseeländischen Reisepass das Land und kehrte zu seiner Familie zurück.